# Thomas Dangi
Svatý Thomas Dangi (asi roku 1561, Ise – 5. února 1597, Nagasaki) byl japonský římskokatolický laik, františkánský terciář a mučedník.

## Život
Narodil se asi roku 1561 ve městě Ise v prefektuře Mie. Stal se lékárníkem a byl známý svou násilnou povahovou. Stal se katolíkem a víra a modlitba jej změnila. Vstoupil do Sekulárního františkánského řádu. Když byl otevřen františkánský konvent Naší Paní Andělů, Thomas přestěhoval svůj obchod vedle konventu. Působil jako katecheta a tlumočník františkánských misionářů.
Byl zatčen roku 1597 spolu s dalšími 25 františkány, jezuity a laiky, a to na příkaz Hidejoši Tojotomiho. Důvodem zatčení byla jejich víra. Byli převezeni do města Mijako do hlavního městského chrámu. Každému z nich uřízli kus levého ucha a pak celé týdny pochodovali z města do města s mužem, který vykřikoval jejich zločiny a nabádal lidi aby je uráželi. Kněží a řeholníci byli obviněni, za hlásání zakázané víry, laici za jejich podporu a pomoc. Bylo jim nabídnuto osvobodit se pokud se vzdají křesťanství, což odmítli. Všichni byli 5. února 1597 ukřižováni v Nagasaki.

## Proces svatořečení
Jeho proces blahořečení byl zahájen v arcidiecézi Nagasaki. Roku 1627 uznal papež Urban VIII. jeho mučednictví ve skupině mučedníků Nagasaki. Blahořečen byl 14. září 1627. Po uznání dvou zázraků na přímluvu mučedníků Nagasaki byl 8. června 1862 s dalšími mučedníky papežem Piem IX. svatořečen.

## Liturgická oslava
Liturgický svátek připadá na 6. února. 